# أنسل تالبرت
أنسل تالبرت (بالإنجليزية: Ansel Talbert)‏ هو صحفي أمريكي، ولد في 6 يناير 1912، وتوفي في 7 أكتوبر 1987.